# The Private Life of Sherlock Holmes
The Private Life of Sherlock Holmes is een Britse filmkomedie uit 1970 onder regie van Billy Wilder.

## Verhaal
Detective Sherlock Holmes en zijn assistent dokter Watson nemen een zaak aan van de aantrekkelijke Belgische Gabrielle Valladon. Haar echtgenoot is verdwenen. Het onderzoek verloopt zeer vreemd. Sherlock Holmes krijgt onder meer te maken met zes dwergen, kwaadaardige monniken en het monster van Loch Ness.

## Rolverdeling
| Acteur           | Personage            |
| ---------------- | -------------------- |
| Robert Stephens  | Sherlock Holmes      |
| Colin Blakely    | Dokter Watson        |
| Geneviève Page   | Gabrielle Valladon   |
| Christopher Lee  | Mycroft Holmes       |
| Tamara Toumanova | Mevrouw Petrova      |
| Clive Revill     | Rogozjin             |
| Irene Handl      | Mevrouw Hudson       |
| Mollie Maureen   | Koningin Victoria    |
| Stanley Holloway | Grafdelver           |
| Catherine Lacey  | Vrouw in de rolstoel |
| Peter Madden     | Von Tirpitz          |
| Michael Balfour  | Koetsier             |
| James Copeland   | Gids                 |
| John Garrie      | Voerman              |
| Godfrey James    | Voerman              |